# Пузырные симптомы
Пузырные симптомы — признаки заболеваний жёлчного пузыря.
- Болезненность в точке проекции жёлчного пузыря — точка пересечения наружного края прямой мышцы живота справа с реберной дугой (при увеличении печени — с краем печени).
- Симптом Василенко — появление боли в точке проекции жёлчного пузыря при поколачивании по правой рёберной дуге на вдохе. Выявляется на ранних стадиях болезни.
- Симптом Кера — болезненность при пальпации на вдохе в точке проекции жёлчного пузыря.
- Симптом Мерфи — врач равномерно надавливает в точке проекции жёлчного пузыря и просит пациента сделать глубокий вдох, надуть живот, в процессе этого появляется болезненность. Либо: Левой рукой обхватывается туловище в участке правого фланка и правой подреберной области так, что большой палец располагается в т. Кера (при крупных размерах туловища можно положить 2-5 пальцы левой руки на передние нижние ребра грудной клетки справа). Ребёнок делает выдох и большой палец сразу погружается вглубь. После этого делает вдох. И если во время вдоха возникает боль в т. Кера то симптом положительный.
- Симптом Ортнера (Грекова) — болезненность при поколачивании по краю правой реберной дуги. Обязательно поколачивание по обеим реберным дугам для сравнения.
- Симптом Мюсси-Георгиевского (френикус-симптом) — болезненность при пальпации между ножками грудино-ключично-сосцевидной мышцы справа. Боль иррадиирует вниз.
- Симптом Рисмана — поколачивание краем ладони по краю реберной дуги при задержке вдоха.
- Симптом Боаса — гиперестезия в поясничной области справа и болезненность в области поперечных отростков ThXI — LI справа.
- Симптом Лепена — болезненность при поколачивании согнутым указательным пальцем в точке проекции жёлчного пузыря.